# Култ към Слънцето
Култът към Слънцето или още и Слънчевия или Соларния култ е известен още от древността при различните народи и цивилизации.
Соларният бог при различните култури притежава различни имена: Ра в Древен Египет, Аматерасу Омиками в Япония, в българската митология е наричан Райко, Даждбог при славяните, които са имали общо двама; за зимното слънце – Хърс, както и Ярило за пролетното, Нергал в шумеро-вавилонските митове, Мардук на есенното слънце в Акад и Вавилон, Инти при инките, Уитсилопочтли при ацтеките, Хелиос в Елада, Sol Invictus в римския пантеон, както и най-вече Митра при персийците.